# Šachrom Sulajmonov
Šachrom Todžidinovič Sulajmonov (in tagico Шахром Тоджидинович Сулаймонов?; Dušanbe, 27 giugno 1997) è un calciatore tagiko, centrocampista dell'Istiklol.

## Carriera

### Club
Ha giocato nella prima divisione dei campionati lituano e tagiko; inoltre, conta 6 presenze nell'AFC Champions League ed una presenza nella Coppa dell'AFC.

### Nazionale
Nel 2018 ha esordito in nazionale.

## Statistiche

### Presenze e reti nei club
Statistiche aggiornate al 27 dicembre 2021.
| Stagione        | Squadra         | Campionato      | Campionato | Campionato | Coppe nazionali | Coppe nazionali | Coppe nazionali | Coppe continentali | Coppe continentali | Coppe continentali | Altre coppe | Altre coppe | Altre coppe | Totale | Totale |
| Stagione        | Squadra         | Comp            | Pres       | Reti       | Comp            | Pres            | Reti            | Comp               | Pres               | Reti               | Comp        | Pres        | Reti        | Pres   | Reti   |
| --------------- | --------------- | --------------- | ---------- | ---------- | --------------- | --------------- | --------------- | ------------------ | ------------------ | ------------------ | ----------- | ----------- | ----------- | ------ | ------ |
| 2017            | Utenis Utena    | A               | 10         | 1          |                 | -               | -               |                    | -                  | -                  |             | -           | -           | 10     | 1      |
| 2017            | Istiklol        | VL              | 0          | 0          |                 | -               | -               | AFC Cup            | 0                  | 0                  |             | -           | -           | 0      | 0      |
| 2018            | Istiklol        | VL              | 10         | 0          |                 | -               | -               | AFC Cup            | 0                  | 0                  |             | -           | -           | 10     | 0      |
| 2019            | Istiklol        | VL              | 16         | 0          |                 | -               | -               | ACL+AFC Cup        | 0+1                | 0                  |             | -           | -           | 17     | 0      |
| 2020            | Lokomotiv-Pamir | VL              | 18         | 3          |                 | -               | -               |                    | -                  | -                  |             | -           | -           | 18     | 3      |
| 2021            | Istiklol        | VL              | 12         | 0          |                 | -               | -               | ACL                | 6                  | 0                  |             | -           | -           | 18     | 0      |
| Totale Istiklol | Totale Istiklol | Totale Istiklol | 38         | 0          |                 | -               | -               |                    | 7                  | 0                  |             | -           | -           | 45     | 0      |
| Totale carriera | Totale carriera | Totale carriera | 66         | 4          |                 | -               | -               |                    | 7                  | 0                  |             | -           | -           | 73     | 4      |

### Cronologia presenze e reti in nazionale
| Cronologia completa delle presenze e delle reti in nazionale ― Tagikistan | Cronologia completa delle presenze e delle reti in nazionale ― Tagikistan | Cronologia completa delle presenze e delle reti in nazionale ― Tagikistan | Cronologia completa delle presenze e delle reti in nazionale ― Tagikistan | Cronologia completa delle presenze e delle reti in nazionale ― Tagikistan | Cronologia completa delle presenze e delle reti in nazionale ― Tagikistan | Cronologia completa delle presenze e delle reti in nazionale ― Tagikistan | Cronologia completa delle presenze e delle reti in nazionale ― Tagikistan |
| Data                                                                      | Città                                                                     | In casa                                                                   | Risultato                                                                 | Ospiti                                                                    | Competizione                                                              | Reti                                                                      | Note                                                                      |
| ------------------------------------------------------------------------- | ------------------------------------------------------------------------- | ------------------------------------------------------------------------- | ------------------------------------------------------------------------- | ------------------------------------------------------------------------- | ------------------------------------------------------------------------- | ------------------------------------------------------------------------- | ------------------------------------------------------------------------- |
| 12-10-2018                                                                | Dacca                                                                     | Tagikistan                                                                | 0 – 0 dts (3 - 4 dtr)                                                     | Palestina                                                                 | Bangabandhu Cup 2018 - Finale                                             | -                                                                         | 109’                                                                      |
| Totale                                                                    |                                                                           | Presenze                                                                  | 1                                                                         |                                                                           | Reti                                                                      | 0                                                                         |                                                                           |

## Palmarès

### Club

#### Competizioni nazionali
- Campionato tagiko: 3

Istiklol: 2017, 2018, 2019
- Coppa del Tagikistan: 2

Istiklol: 2018, 2019
- Supercoppa del Tagikistan: 1

Istiklol: 2018